# Associació de Geògrafs Professionals de Catalunya
L'Associació de Geògrafs Professionals de Catalunya (AGPC) és una associació dedicada a la promoció i al suport de les activitats dels geògrafs en els camps aplicats de l'anàlisi geogràfica, la planificació territorial i el desenvolupament de les disciplines instrumentals pròpies.

## Història
Els orígens de l'AGPC es remunten en una trobada celebrada 30 d'abril de 1988, on una quarantena de geògrafs i geògrafes reunits a Vilanova i la Geltrú, acorden començar el procés constitutiu d'una associació professional, anomenada inicialment "Associació de Tècnics Geògrafs de Catalunya" (ATGC). El novembre d'aquell mateix any es presenten públicament els primers estatuts de l'Associació en una assemblea constituent. El 1990 es dona a l'entitat el nom d'Associació de Geògrafs Professionals de Catalunya, amb el qual es coneix des d'aleshores.
L'AGPC va col·laborar amb la Asociación de Geógrafos Españoles (AGE) i va tenir un paper essencial en la creació d'un col·legi professional de geògrafs. La gestació del Col·legi de Geògrafs es va iniciar el 1995, des d'aleshores l'Associació participava en les comissions gestores, fins a l'any 1999, quan s'aprova la Llei 16/1999, de creació del Col·legi de Geògrafs. El Col·legi, però, encara no va començar a funcionar, perquè aleshores s'havien de fer els estatuts. El Col·legi de Geògrafs es va constituir formalment l'octubre del 2001. El president de l'AGPC, Àlex Tarroja, va ser elegit president del Col·legi, i el Robert Casadevall va entrar a formar part de la Junta. Al Col·legi hi hagué una presència catalana força important, que hi deixà empremta. Així, el nom oficial del Col·legi és en les quatre llengües de l'Estat. No es dirà només Colegio de Geógrafos, sinó que també Colexio de Xeógrafos, Col·legi de Geògrafs i Geografoen Elkargoa. Davant la creació del Col·legi es va plantejar la dissolució de l'APGC, però, després d'algunes discussions, finalment, es va defensar la continuïtat de l'Associació. Les raons principals van ser que la poca afiliació al Col·legi i la consideració que el perfil jurídic del Col·legi i l'Associació eren diferents i podien tenir utilitats diferents. A partir del 23 d'octubre de 2002, es va crear la Delegació del Col·legi de Geògrafs a Catalunya (DCGC), coexistint amb l'AGPC a Catalunya i es va decidir establir un conveni de col·laboració ampli entre ambdues entitats.

## Activitats
Entre les seves activitats està l'organització de col·loquis, cursos i conferències, la participació en organismes i administracions per donar a conèixer la tasca dels geògrafs i fer un seguiment de la provisió dels seus llocs de treball, donar assessorament en aspectes legals i participa en la promoció d'un col·legi de geògrafs. L'Associació edita unes tarifes professionals orientatives, diversos opuscles i un directori de socis.